# Samuel Wallin
Samuel Wallin den äldre var en svensk-amerikansk tecknare och gravör. 
Han var troligen far till gravören Samuel Wallin den yngre. Wallin drev en tecknings- och gravyrstudio i New York City 1838–1851 där han utbildade sin son och andra i konsten att gravera. Som illustratör medverkade han med teckningar i tidskriften The Parthenon och som fri konstnär medverkade han i utställningar på The National Academy of Design i New York. 